# Curling-Juniorenweltmeisterschaft 2003
Die Curling-Juniorenweltmeisterschaft 2003 wurde vom 22. bis 30. März im schweizerischen Flims ausgetragen.

## Männer

### Teilnehmer
| Land        | Fourth            | Third                | Second           | Lead                 | Alternate            |
| ----------- | ----------------- | -------------------- | ---------------- | -------------------- | -------------------- |
| Dänemark    | Casper Bossen     | Nicolai Frederiksen  | Sune Frederiksen | Rasmus Rosquist      | Rune Nebbelunde      |
| Deutschland | Christian Baumann | Alexander Baumann    | Ingmar Fritz     | Thomas Unterstab     | Patrick Frey         |
| Finnland    | Tuomas Vuori      | Jani Sullanmaa       | Jari Rouvinen    | Jarmo Kalilainen     | Tero Salo            |
| Japan       | Hiroaki Kashiwagi | Kazuto Yanagizawa    | Yoichi Nakasato  | Yūsuke Morozumi      | Keita Satoh          |
| Kanada      | Steve Laycock     | Christopher Haichert | Michael Jantzen  | Kyler Broad          | Ben Hebert           |
| Norwegen    | Thomas Løvold     | Petter Moe           | Christoffer Svae | Håvard Vad Petersson | Bård Rieber-Mohn     |
| Russland    | Vadim Stebakov    | Ilya Rotchev         | Roman Kutuzov    | Alexei Botcharov     | Stanislev Semenov    |
| Schottland  | Keith MacLennan   | Bryan Greenock       | David Robertson  | David Soutar         | Kenny Edwards        |
| Schweden    | Carl-Axel Dahlin  | Eric Carlsén         | Nils Carlsén     | Emanuel Alleberg     | Daniel Tenn          |
| Schweiz     | Jan Hauser        | Pascal Hess          | Fabian Kuster    | Remo Schmid          | Stefan Rindlisbacher |

### Round Robin
| Datum | Zeit  | Begegnung              | Resultat |
| ----- | ----- | ---------------------- | -------- |
| 22.3. | 12:00 | Schweden – Russland    | 7:6      |
|       |       | Japan – Schweiz        | 5:9      |
|       |       | Finnland – Kanada      | 2:10     |
|       |       | Dänemark – Deutschland | 4:9      |
|       |       | Schottland – Norwegen  | 4:9      |
|       | 20:00 | Deutschland – Schweiz  | 3:10     |
|       |       | Norwegen – Finnland    | 4:9      |
|       |       | Schweden – Japan       | 6:4      |
|       |       | Kanada – Schottland    | 12:3     |
|       |       | Russland – Dänemark    | 2:9      |
| 23.3. | 14:00 | Finnland – Schweden    | 2:7      |
|       |       | Kanada – Dänemark      | 9:5      |
|       |       | Schweiz – Schottland   | 8:3      |
|       |       | Norwegen – Russland    | 8:4      |
|       |       | Japan – Deutschland    | 12:7     |
| 24.3. | 09:00 | Russland – Japan       | 7:9      |
|       |       | Schottland – Schweden  | 6:5      |
|       |       | Deutschland – Norwegen | 7:9      |
|       |       | Schweiz – Kanada       | 6:7      |
|       |       | Dänemark – Finnland    | 11:8     |
|       | 19:00 | Kanada – Norwegen      | 6:8      |
|       |       | Dänemark – Japan       | 4:5      |
|       |       | Schottland – Finnland  | 10:9     |
|       |       | Deutschland – Schweden | 8:9      |
|       |       | Schweiz – Russland     | 13:5     |

| Datum | Zeit  | Begegnung                | Resultat |
| ----- | ----- | ------------------------ | -------- |
| 25.3. | 14:00 | Schottland – Deutschland | 8:7      |
|       |       | Schweiz – Norwegen       | 6:8      |
|       |       | Dänemark – Schweden      | 0:12     |
|       |       | Russland – Finnland      | 4:10     |
|       |       | Kanada – Japan           | 10:5     |
| 26.3. | 09:00 | Schweiz – Dänemark       | 10:5     |
|       |       | Finnland – Deutschland   | 3:9      |
|       |       | Kanada – Russland        | 16:2     |
|       |       | Schottland – Japan       | 8:7      |
|       |       | Norwegen – Schweden      | 5:6      |
|       | 19:00 | Japan – Finnland         | 10:2     |
|       |       | Russland – Schottland    | 6:5      |
|       |       | Norwegen – Dänemark      | 9:4      |
|       |       | Schweden – Schweiz       | 4:6      |
|       |       | Deutschland – Kanada     | 4:10     |
| 27.3. | 14:00 | Dänemark – Schottland    | 9:3      |
|       |       | Schweden – Kanada        | 8:3      |
|       |       | Russland – Deutschland   | 2:10     |
|       |       | Japan – Norwegen         | 10:12    |
|       |       | Finnland – Schweiz       | 5:8      |

| Platz | Team        | Spiele | Siege | Ndlg. |
| ----- | ----------- | ------ | ----- | ----- |
| 1.    | Kanada      | 9      | 7     | 2     |
| 1.    | Schweden    | 9      | 7     | 2     |
| 1.    | Schweiz     | 9      | 7     | 2     |
| 1.    | Norwegen    | 9      | 7     | 2     |
| 5.    | Japan       | 9      | 4     | 5     |
| 5.    | Schottland  | 9      | 4     | 5     |
| 7.    | Deutschland | 9      | 3     | 6     |
| 8.    | Dänemark    | 9      | 3     | 6     |
| 9.    | Finnland    | 9      | 2     | 7     |
| 10.   | Russland    | 9      | 1     | 8     |

### Playoffs
|  | Halbfinale       | Halbfinale |          |   | Finale | Finale |
|  |                  |            |          |   |        |        |
|  | Kanada           | 5          |          |   |        |        |
|  | Norwegen         | 4          |          |   |        |        |
|  |                  |            |          |   |        |        |
|  |                  |            |          |   |        |        |
|  | Kanada           | 5          |          |   |        |        |
|  |                  | Schweden   | 4        |   |        |        |
|  |                  |            |          |   |        |        |
|  | Spiel um Platz 3 |            |          |   |        |        |
|  |                  |            | Schweiz  | 7 |        |        |
|  | Schweiz          | 6          | Norwegen | 4 |        |        |
|  | Schweden         | 10         |          |   |        |        |

### Endstand
| Platz | Land        |
| ----- | ----------- |
| 1     | Kanada      |
| 2     | Schweden    |
| 3     | Schweiz     |
| 4     | Norwegen    |
| 5     | Schottland  |
| 6     | Japan       |
| 7     | Deutschland |
| 8     | Dänemark    |
| 9     | Finnland    |
| 10    | Russland    |

## Frauen

### Teilnehmerinnen
| Land               | Fourth              | Third              | Second                  | Lead                  | Alternate         |
| ------------------ | ------------------- | ------------------ | ----------------------- | --------------------- | ----------------- |
| Deutschland        | Juliane Jacoby      | Martina Fink       | Anne-Christine Barthel  | Franzi Fischer        | Sibylle Maier     |
| Italien            | Diana Gaspari       | Rosa Pompanin      | Arianna Lorenzi         | Lucrezia Ferrando     | Anna Ghiretti     |
| Japan              | Ai Kobayashi        | Akiko Yamazaki     | Megumi Kobayashi        | Megumi Mabuchi        | Naoko Yamazaki    |
| Kanada             | Marliese Miller     | Teejay Surik       | Janelle Lemon           | Chelsey Bell          | Tammy Schneider   |
| Norwegen           | Linn Githmark       | Marianne Rørvik    | Stine Moe               | Åse Rommetveit Celius | Solveig Enoksen   |
| Russland           | Ljudmila Priwiwkowa | Jekaterina Galkina | Margarita Fomina        | Ilona Grichina        | Olga Volochova    |
| Schottland         | Rachael Simms       | Victoria Sloan     | Lynsey Davidson         | Laura Kirkpatrick     | Frances McKerrow  |
| Schweden           | Lisa Löfskog        | Stina Viktorsson   | Ann-Christine Nordqvist | Jenny Hammarström     | Maria Wennerström |
| Schweiz            | Valerie Spälty      | Jacqueline Greiner | Petra Feldmann          | Ursina Pünchera       | Stéphanie Jäggi   |
| Vereinigte Staaten | Cassandra Johnson   | Katherine Beck     | Rebecca Dobie           | Maureen Brunt         | Courtney George   |

### Round Robin
| Datum | Zeit  | Begegnung                        | Resultat |
| ----- | ----- | -------------------------------- | -------- |
| 22.3. | 08:00 | Italien – Kanada                 | 5:7      |
|       |       | Norwegen – Schweden              | 4:7      |
|       |       | Deutschland – Schottland         | 5:10     |
|       |       | Russland – Japan                 | 6:7      |
|       |       | Vereinigte Staaten – Schweiz     | 3:5      |
|       | 16:00 | Japan – Schweden                 | 8:7      |
|       |       | Schweiz – Deutschland            | 6:4      |
|       |       | Italien – Norwegen               | 7:6      |
|       |       | Schottland – Vereinigte Staaten  | 5:6      |
|       |       | Kanada – Russland                | 11:3     |
| 23.3. | 09:00 | Deutschland – Italien            | 5:8      |
|       |       | Schottland – Russland            | 8:4      |
|       |       | Schweden – Vereinigte Staaten    | 2:9      |
|       |       | Schweiz – Kanada                 | 6:7      |
|       |       | Norwegen – Japan                 | 7:6      |
|       | 19:00 | Kanada – Norwegen                | 8:5      |
|       |       | Vereinigte Staaten – Italien     | 8:2      |
|       |       | Japan – Schweiz                  | 7:2      |
|       |       | Schweden – Schottland            | 9:3      |
|       |       | Russland – Deutschland           | 7:8      |
| 24.3. | 14:00 | Schottland – Schweiz             | 3:9      |
|       |       | Russland – Norwegen              | 7:5      |
|       |       | Vereinigte Staaten – Deutschland | 8:2      |
|       |       | Japan – Italien                  | 7:9      |
|       |       | Schweden – Kanada                | 5:7      |

| Datum | Zeit  | Begegnung                     | Resultat |
| ----- | ----- | ----------------------------- | -------- |
| 25.3. | 09:00 | Vereinigte Staaten – Japan    | 5:6      |
|       |       | Schweden – Schweiz            | 6:4      |
|       |       | Russland – Italien            | 6:9      |
|       |       | Kanada – Deutschland          | 7:2      |
|       |       | Schottland – Norwegen         | 9:8      |
|       | 19:00 | Schweden – Russland           | 4:5      |
|       |       | Deutschland – Japan           | 5:10     |
|       |       | Schottland – Kanada           | 1:8      |
|       |       | Vereinigte Staaten – Norwegen | 8:3      |
|       |       | Schweiz – Italien             | 7:8      |
| 26.3. | 14:00 | Norwegen – Deutschland        | 8:2      |
|       |       | Kanada – Vereinigte Staaten   | 9:3      |
|       |       | Schweiz – Russland            | 8:3      |
|       |       | Italien – Schweden            | 7:8      |
|       |       | Japan – Schottland            | 4:7      |
| 27.3. | 09:00 | Russland – Vereinigte Staaten | 5:9      |
|       |       | Italien – Schottland          | 10:4     |
|       |       | Kanada – Japan                | 6:5      |
|       |       | Norwegen – Schweiz            | 5:4      |
|       |       | Deutschland – Schweden        | 5:7      |

| Platz | Team               | Spiele | Siege | Ndlg. |
| ----- | ------------------ | ------ | ----- | ----- |
| 1.    | Kanada             | 9      | 9     | 0     |
| 2.    | Vereinigte Staaten | 9      | 6     | 3     |
| 3.    | Italien            | 9      | 6     | 3     |
| 4.    | Schweden           | 9      | 5     | 4     |
| 5.    | Japan              | 9      | 5     | 4     |
| 6.    | Schweiz            | 9      | 4     | 5     |
| 7.    | Schottland         | 9      | 4     | 5     |
| 8.    | Norwegen           | 9      | 3     | 6     |
| 9.    | Russland           | 9      | 2     | 7     |
| 10.   | Deutschland        | 9      | 1     | 8     |

Im Tiebreaker um den 4. Platz siegte  Schweden über  Japan mit 6:4.

### Playoffs
|  | Halbfinale         | Halbfinale |          |   | Finale | Finale |
|  |                    |            |          |   |        |        |
|  | Schweden           | 6          |          |   |        |        |
|  | Kanada             | 10         |          |   |        |        |
|  |                    |            |          |   |        |        |
|  |                    |            |          |   |        |        |
|  | Vereinigte Staaten | 4          |          |   |        |        |
|  |                    | Kanada     | 5        |   |        |        |
|  |                    |            |          |   |        |        |
|  | Spiel um Platz 3   |            |          |   |        |        |
|  |                    |            | Italien  | 7 |        |        |
|  | Vereinigte Staaten | 8          | Schweden | 4 |        |        |
|  | Italien            | 5          |          |   |        |        |

### Endstand
| Platz | Land               |
| ----- | ------------------ |
| 1     | Kanada             |
| 2     | Vereinigte Staaten |
| 3     | Italien            |
| 4     | Schweden           |
| 5     | Japan              |
| 6     | Schweiz            |
| 7     | Schottland         |
| 8     | Norwegen           |
| 9     | Russland           |
| 10    | Deutschland        |